# قصبة أميرغو
قصبة أميرغو هي قلعة يعود تاريخ تأسيسها للعصور الوسطى تقع في شمال المغرب على أراضي البلدية الريفية مولاي بوشتى الخمّار في إقليم تاونات وتتميز هذه القلعة بالإضافة إلى التراث الثقافي العريق بمجموعة من المناظر الطبيعية الخلابة وهو ما يجعل منها وجهة سياحية كبيرة جدا.
ذُكرت قصبة أميرغو في كتابات مؤرخين من القرن الثاني عشر كجزء من ترسانة من المنشآت العسكرية التي استخدمتها إمبراطورية المرابطين خلال الفترة ما بين القرنين الحادي عشر والثاني عشر لإحباط تمرد القبائل المتمردة التي استقرت في شمال المغرب ولمواجهة صعود الموحدين. كانت القصبة أيضًا بمثابة الملاذ الأخير لعدة جيوش خلال عصور حكم الموحدين والمرينيين والسعديين للمغرب.
لا يزال تاريخ تأسيس قصبة أميرغو وأثرها محلًّا للنقاش، حيث ينسب بعض المؤرخين، مثل هنري تيراس، اختيار تشييد القلعة في هذا الموقع إلى حكام دولة المرابطين، ويعتقدون أن هناك تأثر بالعمارة الأندلسية المسيحية في بناء أجزاء معينة من القصبة، ولا سيما في بعض العناصر التي تذكرنا بالقلاع الإقطاعية، إلا إن الأراء الحديثة تتعارض مع هذا القول، وتنفي نسبة القلعة إلى حكام دولة المرابطين وتشير إلى وجود تأثر بأنماط العمارة الشرقية إلى حد ما في بناء القصبة. صًنفت قصبة أميرغو باعتبارها تراث وطني منذ عام 1930. ولا يزال موقع القلعة مفتوح الآن للجمهور وللتصوير بعد الانتهاء من ترميمه الجزئي.

## الموقع
تقع قصبة أميرغو على بعد 73 كيلومتر شمالي غرب مدينة فاس وعلى بعد 65 كيلومتر غربي مدينة تاونات في ريف مولاي بوشتى الخمّار على قمة جبل أميرغو على ارتفاع 640 متر فوق مستوى سطح البحر.
يسمح هذا الارتفاع للقلعة بالسيطرة على منطقة سهل ورغة بأكملها والمناطق المحيطة بها، مما يجعل هذا المكان نقطة عسكرية استراتيجية للغاية. لقد اختير موقع بناء القلعة بعناية، فبالإضافة إلى ارتفاع القلعة، دُمج بناء القلعة في مورفولوجيا التضاريس بإقامة جدرانها الستائرية على طول التلال الصخرية التي تفصل المنحدرات عن قمة جبل أميرغو، وبإقامة الأبراج عند كل زاوية من زوايا الجبل. سمح هذا للقلعة بجعل غارة الإغاثة مفيدة لشاغلي القلعة مثل تحصينات القرون الوسطى المُقامة في حوض البحر الأبيض المتوسط.
تتمتع المنطقة التي تقع فيها قصبة أميرغو بمناخ شبه رطب، وبسهول شاسعة صالحة للزراعة يعبرها نهر ورغة، بالإضافة إلى العديد من مناطق الغابات حيث توجد أنواع متعددة من نبات السنديان. سمح ذلك بتنمية المجتمعات الريفية المختلفة عبر تاريخ المغرب. وبحسب رأي المستشرق الفرنسي هنري تراس، فإن إنشاء حصن في وسط هذا الفضاء كان نابعًا من الرغبة في مراقبة قبائل وادي ورغة.
أسفل القلعة توجد قرية صغيرة تُسمى دوار أميرغو، وهناك على بعد حوالي 3 كيلومتر إلى الجنوب من القلعة، توجد قرية مولاي بوشتى الخمّار، والتي تضم ضريحًا لأحد قديسي المنطقة. تعود أصول أسطورة هذا القديس، وفقًا لكتابات المؤرخ بول أودينوت، إلى القرن السادس عشر وسبب تسميته "بالخمار" هنا قد يُشير إلى المعنى المجازي للنشوة الدينية، ولكن لا يُمكن استبعاد المعنى الأولي للسكر كذلك.
لم تكُن هذه المنطقة موجودة في العصور الوسطى، ولكن بدءًا من عام 1997، وحتى عصرنا الحالي أصبحت منطقة وادي ورغة تستفيد من سد كبير يسمى سد الوحدة، والذي يعتبر نهر ورغة هو الرافد الرئيسي له. تقع هذه البنية التحتية على بعد كيلومترات قليلة من القلعة، بالإضافة إلى إنشاء خزان مياه مفيد للري، مما أتاح إمكانية للتحكم في الفيضانات المتكررة لنهر ورغة مع تزويد المنطقة بمصدر للطاقة الهيدروليكية. ويمكن رؤية البحيرة التي أنشأها سد الوحدة من قصبة أميرغو.

### الوصول إلى الموقع
يمكن الوصول إلى موقع قصبة أميرغو عبر عدة طرق ريفية. فإذا كنت قادمًا من مدينة تاونات، يجب عليك أولاً أن تسلك طريق جنوب المدينة ثم تتجه غربًا إلى قرية مولاي بوشتى الخمّار، حيث الطريق الذي يربط هذه القرية بمدينة وزان في الشمال. وفي حال إذا كنت قادمًا من مدينة فاس، فعليك أولاً أن تسلك الطريق المؤدي إلى قرية سيدي داود، ثُم تسلك بعد ذلك الطريق المؤدي إلى قرية مولاي عبد الكريم، ثم تسلك الطريق المؤدي إلى قرية مولاي بوشتى الخمّار حيث توجد قرية دوار أميرغو الصغيرة إلى الشمال من هذه المدينة الريفية. تم شق طريق معبدة من القرية إلى موقف للسيارات أسفل جبل أميرغو، حيث يفضي الطريق من هناك لبضع دقائق سيرًا على الأقدام مباشرة إلى القلعة.

## التاريخ

### التشييد
كانت المنطقة التي تقع فيها قلعة قصبة أميرغو مأهولة بالسكان قبل وقت طويل من تشييد القلعة نظرًا لطبيعتها المواتية للحياة المستقرة. وهناك العديد من المواقع التي ارتبطت بالتاريخ المغربي بشكل رئيسي، والتي كانت تقع حول منطقة جبل أميرغو، مثل مدينة وليلي التي تُعد واحدة من أقدم عواصم موريتانيا القديمة، والتي تقع على بعد حوالي 87 كيلومتر فقط جنوبي غرب القصبة، بالإضافة إلى العاصمة عين شكور، ومدينة توكولوسيدا التي لا تعتبر بعيدة عن هذا الموقع كذلك. كان موقع قصبة أميرغو في منطقة ورغة وقربها من هذه المواقع القديمة مصدر حيرة لبعض الجغرافيين، مثل بول أودينوت ولا مارتينير، لتشابهها مع بعض التحصينات الرومانية، مما دفع لامارتينير بالفعل إلى أن ينسب بناء قصبة أميرغو إلى الرومان. وعلى الرغم ذلك، فإن المؤرخين العرب في العصور الوسطى والعصور اللاحقة وكذلك العلماء الذين درسوا هذا الموقع، اتفقوا جميعًا على أن أصل وطابع بناء هذه القلعة يعود إلى العصور الوسطى.

### الاعتقاد بتشييد المرابطين للقلعة
كان تاريخ تأسيس قلعة قصبة أميرغو محل جدل بين الباحثين منذ عام 2010، ولقد شكك الباحث مانويل ب. أ.المنسا في صحة مزاعم تشييد قلعة قصبة أميرغو في عصر حكم الدولة المرابطية في المغرب، إذا كان يرى أنّ تفسير بعض المصادر التاريخية العربية يمثل إشكالية، لا سيما تفسير مؤلفات مثل البيدق وكتاب الاستبيان، الذي استند إليه المؤرخون لتأكيد بناء المرابطين للقلعة كخط دفاع أمامي لهم ضد الموحدين. كان كتاب الاستبيان، على سبيل المثال، يُظهر المرابطين كبناة لقلعة قصبة أميرغو، بينما تم تأليف هذا الكتاب في القرن السابع عشر تقريبًا، وهو ما رآه المنسا بعيدًا زمنياً عن عصر هذه السلالة الحاكمة، فقد انتهت سلالة المرابطين في النصف الثاني من القرن الثاني عشر تقريبًا، وبالتالي فإن الكتاب يبدو متأثراً بشدة بروايات شفهية غير موثوقة. كما لاحظ المنسا الاختلافات في البناء بين هذه القلعة وقلعة زاكورة وتاسغيموت، وكلاهما منسوب إلى المرابطين. أوضح المنسا لدعم أطروحته بشكل أكبر عدة تشابهات معمارية بين قلعة قصبة أميرغو وأسوار مدينة البصرة الإدريسية وأسوار دمنة الواقعة في منطقة طنجة، والتي استخدم فيها بشكل حصري الحجر والأنقاض الخشنة والأبراج الدائرية. وهكذا، وبالاعتماد على عوامل التأثر بعمارة شرق البحر الأبيض المتوسط، رأى المنسا أن بناء قصبة أميرغو يبدو أقرب بكثير إلى الأسلوب الإدريسي أو الفاطمي في البناء منها إلى الأسلوب المرابطي، وهو بهذا يدحض كذلك تفسير هنري تيراس الذي يرى أن الهندسة المعمارية لقصبة أميرغو بدت متأثرة بنمط العمارة الإسباني المسيحي على الأرجح بسبب وجود الميليشيات المسيحية في خدمة دولة المرابطين.
مالت بعض الدراسات الحديثة أيضًا إلى تأكيد الرأي القائل بأن حكام دولة المرابطين هم من شيدوا قلعة قصبة أميرغو، حيث اتفق فريق من ثلاثة باحثين برتغاليين بالإضافة إلى الباحثة الإسبانية ماريا ماركوس كوباليدا على الأصل المرابطي لقصبة أميرغو، بعدما أكدوا أولاً أن الطبيعة المتأخرة لكتاب الاستبيان التي اقترحها مانويل المنسا كانت خاطئة. فقد كان هذا الكتاب بالنسبة لهم مرجعًا قريب زمنيًا من حكم دولة المرابطين لعدة أسباب، حيث ذكر الكتاب نفسه بين المراجع التي اعتمدت عليها بعض المؤلفات التي كُتبت في القرن الثاني عشر مثل كتاب النظير، كما ورد ذكر الكتاب من كتّاب عاشوا قبل القرن السابع عشر، أمثال الحميري الذي عاش في القرن الرابع عشر، وكذلك ليو الأفريقي الذي عاش ما بين القرنين الخامس عشر والسادس عشر. يذكر الباحث والمؤرخ المصري سعد زغلول عبد الحميد في نسخة حديثة أعيد طبعها من كتاب الاستبيان وجود إشارة إلى هذا الكتاب في كتاب روض القرطاس الذي ألفه ابن أبي زرع في أوائل القرن الرابع عشر. كانت جميع هذه العناصر كافية لهؤلاء الباحثين لكي يؤكدوا على تاريخ صدور مرجع مثل كتاب الاستبيان ويشككوا في حجة الباحث مانويل المنسا الأولى بأن الكتاب كان متأثرًا بشدة بالروايات الشفهية غير الموثوق بها. وبعد أن درس الباحثون الأربعة مؤخرًا موقع حصون المرابطين في الجزيرة الخضراء، تمكنوا أيضًا من تحديد أوجه التشابه المعمارية بين تحصينات هذه المدينة الأندلسية وتلك الموجودة في المغرب، ولا سيما تحصينات قصبة أميرغو وتاسغيموت. تتفقت دراساتهم على التأكيد على أن أساليب البناء وكذلك الهندسة المعمارية لهذه المواقع الثلاثة كانت بمثابة شاهد على أصولها المرابطية، وبالتالي دحض الحجة الثانية التي ذكرها مانويل المنسا، ودعم التفسير التاريخي لهنري تيراس. وعلى الرغم من ذلك، فإن الباحثين الأربعة اتفقوا مع مانويل المنسا على الاختلاف الزمني بين قلعة قصبة أميرغو وقلعة تاسغيموت. أمكن تفسير هذا الاختلاف فيما بعد ببساطة من خلال تطور تقنيات العمارة لدى المرابطين ما بين عهد يوسف بن تاشفين وابنه. وبحسب أراء الباحثين الأربعة، فإن تشييد قلعة قصبة أميرغو كان يعود إلى الأمير المرابطي الشهير يوسف بن تاشفين، في حين كان تشييد قصبة تاسغيموت قد تم على الأرجح في عهد ابنه علي بن يوسف. وبالتالي، قدم هؤلاء الباحثون سببًا لإدعاء هنري تيراس، وإ. ليفي بروفنسال أن يوسف بن تاشفين كان سيبني أميرغو خلال القرن الحادي عشر من أجل السيطرة على القبائل المتمردة التي استقرت في منطقة شمال غرب المغرب الحالي. وما كان يؤكد هذا التأكيد وفق وجهة نظرهم هو تشابه أميرغو مع الإنشاءات العسكرية التي حدثت في عهد الأمير يوسف بن تاشفين، ولا سيما قصر الحجر الذي يقع في مدينة مراكش وتحصينات الجزيرة الخضراء.

### الدور الدفاعي لقصبة أميرغو ضد الموحدين
شهدت إمبراطورية المرابطين بعد وفاة يوسف بن تاشفين فترة قصيرة نسبيًا من السلام جنوب مضيق جبل طارق قبل أن تنشأ في عهد ابنه علي بن يوسف حركة دينية وعسكرية في عام 1120 في منطقة الأطلس الكبير، والتي أعلن زعيمها ابن تومرت نفسه باعتباره المهدي المنتظر للمسلمين، وكانت الحركة تهدف إلى توحيدهم حوله. هكذا نشأ الخلاف بين المرابطين والموحدين. وخلال هذا الصراع، عملت العديد من التحصينات التي شيدها المرابطين على إحباط صعود الموحدين لسدة الحكم في منطقة الأندلس والمغرب. وذكر البيدق أن قلعة قصبة أميرغو لعبت دورًا دفاعيًا خلال هذه الحقبة التاريخية، وخلال الفترة ما بين عامي 1241-1242 على وجه التحديد، حيث واجه المرابطون خلال تلك الفترة عدة حركات عدائية، كانت إحداها في الشمال بقيادة الملوك المسيحيين، بينما كانت الأخرى في الجنوب بقيادة الخليفة الموحدي ابن تومرت، والخليفة عبد المؤمن بن علي. ازداد الوضع سوءًا بوفاة الأمير المرابطي علي بن يوسف في عام 1243، الأمر الذي أدى إلى تسريع سقوط المدن الرئيسية للمرابطين في قبضة الموحدين. فسرعان ما سقطت مدينة تلمسان بعد سنوات قليلة من وفاته، ثُم تلى ذلك سقوط وهران ومراكش وفاس في قبضة الموحدينفي في الفترة ما بين عامي 1245 و1247. ورد ذكر اسم قصبة أميرغو خلال تلك الحقبة التاريخية مرة أخرى في كتابات البيدق، حيث كانت القلعة بمثابة الملجأ لآخر المرابطين الذين طردوا من مدينة فاس قبل أن يستولى الموحدون بقيادة عبد المؤمن بن علي على قصبة أميرغو في النهاية.

### الدور الدفاعي للقلعة ضد المتمردين المرينيين
لا يُعرف الكثير عن الدور التاريخي الذي لعبته قصبة أميرغو بعد استيلاء الموحدين على القلعة، وكان اسم القلعة يظهر في كتابات المؤرخين بعد تلك الحقبة فقط باعتبارها ملاذ لبعض قوات المتمردين. ورد ذكر القلعة على سبيل المثال في كتاب الذخيرة السنية في تاريخ الدولة المرينية (الذخيرة السّنية في تاريخ الدولة المرينية باعتبارها ملجأ للمتمردين المرينيين خلال الفترة ما بين عامي في 1270-1271، وقد آوت أفراد العائلة المالكة الهاربين بعد التمرد على أمير الموحدين في ذلك الوقت. يشير الكتاب أيضًا إلى أن المتمردين بقيادة محمد بن إدريس بن عبد الحق وموسى بن رحو بن عبد الحق لجأوا إلى قصبة أميرغو، قبل أن يلاحقهم ابن الأمير أبو يعقوب يوسف النصر، والذي حشد 5000 فارس لهذا الغرض، ثُم انضم إليه شقيقه أبو مالك في اليوم الثاني من الحصار، وجلب معه 5000 فارسًا إضافيًّا. يذكر الكتاب أنه في اليوم الثالث من الحصار انتقل الأمير أبو يوسف يعقوب بن عبد الحق بنفسه من مراكش مع قوات أخرى للقضاء على التمرد. استغرقت هذه العملية يومين إضافيين، وبعد أقل من أسبوع من الحصار استسلم المتمردون بعد أن حصلوا على وعد بالعفو من الأمير بشرط ذهابهم إلى المنفى في تلمسان.

### دفن محمد الشاوي والصراعات الداخلية بين السعديين
شهدت قصبة أميرغو خلال حقبة حكم سلالة السعديين والتي امتدت ما بين القرنين السادس عشر والسابع عشر، تطورًا دينيًا وديموغرافيًا استمر حتى الآن بعد أن دفن محمد بن موسى الشاوي قديس ومدير المنطقة على بعد 3 كيلومترات جنوب القصبة في عام 1589. وقد كان له كتلميذ يُدعى سيدي محمد الحاج البقال، والذي لعب دورًا مهمًا في منطقة غمرة أثناء الصراع الداخلي ما بين خلفاء السعديين. أدى دفن محمد الشاوي إلى نسج أسطورة مولاي بوشتى. كان هذا اللقب الذي يعني السيد أبو المطر يأتي من المعجزة التي نُسبت إلى الشاوي، والذي كان يزعم أنه من يجعل المطر يسقط خلال فترة الجفاف. أصبح الشاوي منذ ذلك الحين يُعتبر قديسًا راعيًا للمنطقة وأقيم ضريحًا على شرفه حيث يتم تنظيم المواسم بشكل دوري.
ذُكرت قلعة قصبة أميرغو بشكل غير مباشر من خلال ذكر موضع الدفن والضريح المقدس في السجلات التاريخية التي تناولت فترة حكم السعديين. ذكرها على سبيل المثال المؤرخ محمد الصغير الإفراني الذي عاش ما بين القرنين السابع عشر والثامن عشر في كتابه نزهة الحادي بأخبار ملوك القرن الحادي، كما ذكر المؤرخ أبو القاسم الزياني الذي عاش ما بين القرنين الثامن عشر والتاسع عشر في كتابه الترجمان المعرب عن دول المشرق والمغرب أن ضريح مولاي بوشتى كان مسرحا لمعركة وقعت بين خلفاء السعديين، بعد أن قام محمد الشيخ المأمون، الذي كان حاكمًا لمدينة فاس في ذلك الوقت، بإسقاط سلطة والده السلطان أحمد المنصور مما أثار خلافًا معه. وعندما علم ابن المنصور بوصول والده الوشيك كان لديه عدد قليل من الجنود تحت تصرفه، فغادر مدينة فاس هاربًا إلى جبال فشتالة. ثم لجأ إلى ضريح مولاي بوشتى حوالي عام 1603. إلا أن باشا جودار والزعيم منصور نبيلي لحقوا بابن المنصور وقاتلوا ضده حتى تمكنوا من هزيمته مما أدى إلى سجنه. ونظرًا للطبيعة غير الدفاعية للضريح، كان التفسير الحديث المقترح لهذا الحدث أن المعركة وقعت في قصبة أميرغو التي كان من الممكن استخدامها كملاذ أخير لابن السلطان قبل أسره.

## بناء وتصميم القلعة
تضمنت الهندسة المعمارية لقصبة أمرغو بعض الاختلافات التي ميزتها عن حصون وتحصينات العصور الوسطى، والتي لا تزال قائمة في المغرب حتى الآن، وهذا يعطيها طابعًا غير نمطيًا ومثيرًا للفضول إلى حد ما. وبالفعل، فإن خطتها وتنظيمها وطريقة بنائها تثير العديد من الأسئلة والتفسيرات حول أصلها التاريخي وتأثيراتها.
تتبع القلعة تخطيطًا غير منتظم يتناسب مع تضاريس نتوء جبل إميرغو الذي بنيت عليه، ويمنحها هذا طولًا أكبر من العرض مما سمح بإقامة حوائط ستارية على طول التلال الصخرية، وفصل كل من المنحدرات عن القمة، وبالتالي الحصول في النهاية على شكل متعدد الأضلاع بعدة زوايا دفاعية. يتم تعزيز المراقبة والدفاع عن الموقع من خلال ستة عشر برجًا دائريًا (رقم 14) ونصف كروي (رقم 15) بأبعاد غير متساوية. وقد بلغت المساحة الإجمالية للقلعة وفقًا للجغرافي هنري تيراس حوالي 225 × 62 متر، أي ما يقترب من 1.4 هكتار. ويمكن تقسيم قصبة أميرغو بناءًا على بقايا الموقع إلى أربعة أجزاء رئيسية على النحو التالي:

### الجدار الأمامي
وهو عبارة عن مساحة تقع في الشمال الشرقي، وتحتوي على برجين متصلين بجدار ستائري، ويربطهم مبنى آخر في الشرق بالساحة الرئيسية للقلعة، على أن هذه المساحة لم تكن مغلقة من الزاوية الغربية، كما كان هناك بوابة (رقم 7) تجاور أحد أبراج القلعة المركزية وبالتالي توفر وصولاً مباشرًا إلى هذه المساحة. أثار هذا التكوين الغريب للقلعة العديد من التساؤلات، وقد فسر بعض المؤرخين، مثل هنري صلاح الدين، الأمر على أنه نوع من الباربيكان، بينما اعتقد البعض الآخر مثل هنري تيراس، أنه كان بمثابة شكل سابق لأبراج البرانيز، وهناك مؤرخين مثل مانويل المانسا دحضوا كلا هذين التفسيرين ودعوا إلى ضرورة إجراء دراسة أكثر تعمقًا لهذا الجزء.

### المخفض
يشتمل الجزء الداخلي من القلعة على هيكل مركزي يقسم القلعة بالكامل تقريبًا إلى ثلاث مساحات، وهو هيكل مربع الشكل، يتشارك هذا المعقل في الجزء الجنوبي منه، ويتكون من برجين دائريين مرتبطين بجدار ستائري، مع بقية أجزاء القلعة. أما الجزء الشمالي من القلعة فيتكون من برجين نصف كرويين مرتبطين بجدار ستائري آخر، ولكنه منفصل عن الجزء الشمالي من السياج العام، مما يخلق ممرًا ضيقًا (رقم 16) يربط بين طرفي القصبة. يخترق هذا الفضاء بوابتان تقابل إحداهما الأخرى (رقم 11 و12)، وتفتحان على جانبي القلعة. تسمح البقايا الموجودة داخل المبنى (رقم 8) بإلقاء نظرة خاطفة على بقايا الجدران الفاصلة. يُمكن أن يرى البعض أيضًا وجود صومعة هناك. أدى موقع هذا المكان وشكله وتخطيطه إلى ظهور فرضيات متعددة حول طبيعته ووظيفته. فرأى هنري صلاح الدين على سبيل المثال أن هذه المساحة كانت تستخدم كمسكن لشاغلي القلعة، بينما اكد هنري تيراس أن هذه المساحة المصغرة كانت تشكل زنزانة، في حين اعترض مانويل المانسا على هذا الرأي لعدم وجود دليل قوي يؤكده لدى هنري تيراس.

### الفضاء الجنوبي الشرقي
تشكل المساحة الجنوبية الشرقية من القصبة فناء كبير، وتتيح الوصول إلى الخارج من خلال بابين، يقع أحدهما (رقم 7) إلى جهة الشمال ويفتح على الفضاء رقم 1، بينما يقع الآخر إلى جهة الشرق (رقم 10) وهو محاط بمدفعين. وفي منتصف الفناء، توجد مساحة محفورة ذات شكل مستطيل (رقم 6) مما يوحي بأن إمداد القصبة بالماء كان يأتي من صهريج محتمل تم تركيبه في هذا المكان. أتاحت عملية إعادة التأهيل الأخيرة للموقع، من بين أمور أخرى، تنظيف وترميم قاعدة هيكل دائري في الزاوية الجنوبية الغربية من هذه المساحة (رقم 9). وعلى الرغم من ذلك، لم يذكرها أي من الباحثين المذكورين أعلاه.

### الفضاء الشمالي الغربي
يحتوي هذا الجزء من القلعة، مثل الفناء الجنوبي الشرقي، على بوابتين، تقع إحداهما في أقصى الشمال (رقم 13)، بينما تقع الأخرى أمامها نسبيًا، ومن المحتمل أن تكون هي المدخل الرئيسي (رقم 5). يتميز هذا الفناء بقوسين متجاوزين متصلين بممر مقبب، ومحاط بغرفتين (رقم 5). الغرفة الأولى مستطيلة الشكل، وتقع إلى جهة الشمال الغربي، والغرفة الأخرى مربعة الشكل وتقع في جهة الجنوب الشرقي. وبصرف النظر عن هذين البناءين الصغيرين، فلا توجد آثار لهياكل أخرى مرئية أو تمت ملاحظتها في أوصاف الباحثين المذكورين أعلاه.

## الطراز المعماري

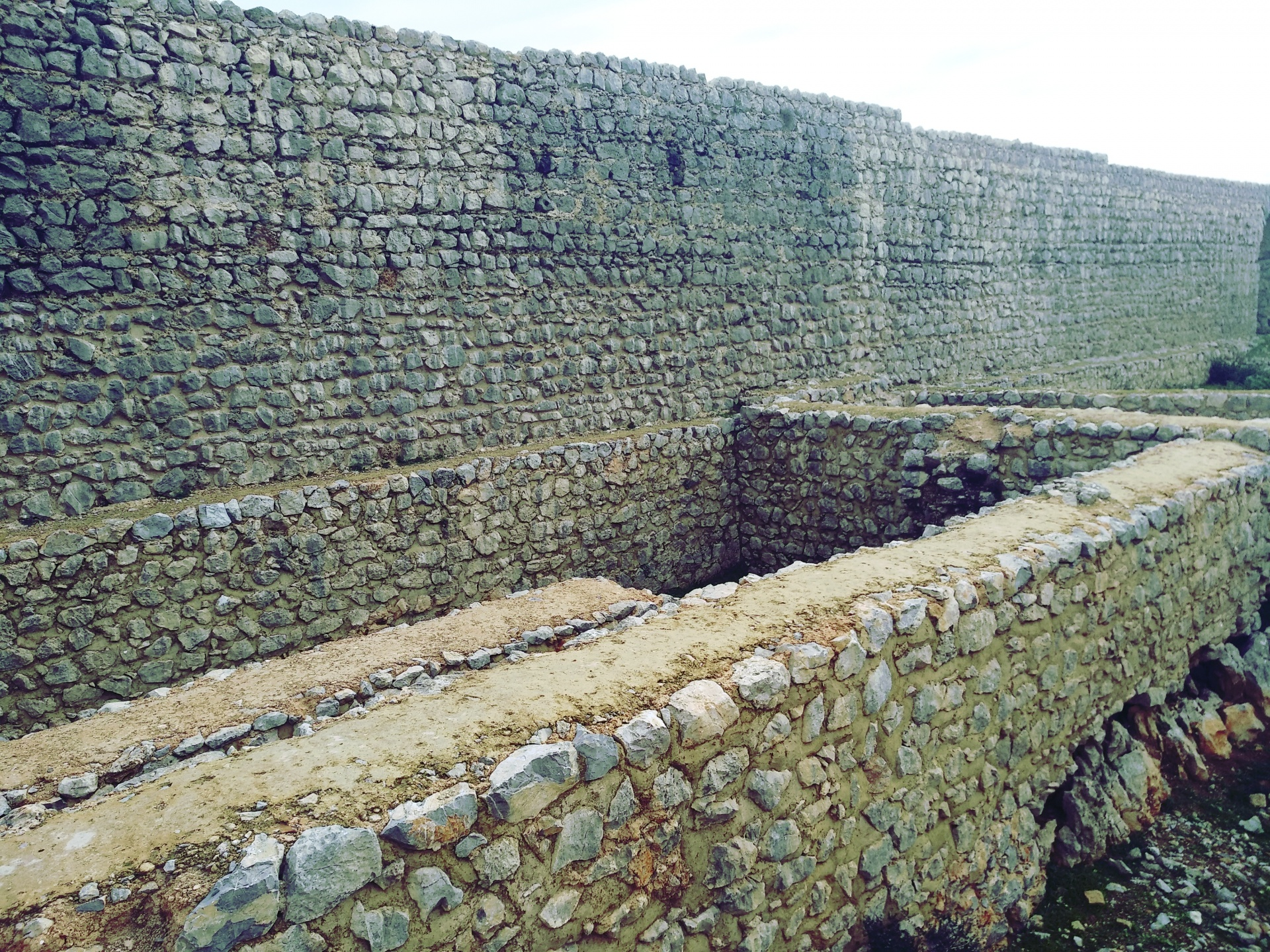
قصبة أمركو

كانت المواد المُستخدمة في بناء قصبة أميرغو تتمثل في الحجر والأنقاض الخشنة، حيث يُمكن أن نجد هذين العنصرين مُستخدمين في بناء الجدران الستارية والحصون والبوابات. لا يمكن أيضًا استبعاد الاستخدام المحتمل للجص كطلاء نظرًا لوجوده على أجزاء معينة من القصبة. ومع ذلك، فإن استخدام الحجر لم يكن حصريًا لأن بعض البوابات كانت مبنية من الطوب الأحمر، وفيما عدا الباب الجنوبي الشرقي، فقد تم استخدام هذه المادة في جميع الأبواب الخارجية، بالإضافة إلى بابين يتيحان الوصول إلى غرفة التخزين، وكذلك في بعض نوافذ الأبراج. كانت البوابات وفتحات الجدران في قصبة أميرغو على شكلين، يتخذ أحدهما شكل قوس نصف الدائري، ويتيح الوصول إلى جميع الأبراج وتشكيل بعض الأبواب الخارجية، وبينما يتخذ الآخر شكل قوس حدوة حصان مكسور، والذي كان يشكل المدخل الرئيسي للقلعة (رقم 5) بالإضافة إلى الباب الذي يتيح الوصول إلى المساحة الشمالية الشرقية (رقم 7). تم العثور على هذا النوع من الأقواس أيضًا كعنصر زخرفي في الباب الذي يقع على الجانب الغربي من الباب المصغر (رقم 12).

## التأثير
يفترض هنري تيراس، استنادًا إلى وجود الميليشيات أو المرتدين المسيحيين، ولا سيما القادمين من شبه الجزيرة الأيبيرية، في خدمة المرابطين، أن استخدام الحجر، ووجود فجوات وجدار أمامي دفاعي في جهة الشمال الشرقي من القصبة، والذي يعتبر بمثابة كوخ للباربيكان، بالإضافة إلى استخدام الأبراج نصف الكروية دليل واضح على التأثر بالعمارة الإسبانية المسيحية في تصميم قصبة أميرغو. وعلى الرغم من ذلك، فإن الدراسات الأخيرة المذكورة أعلاه تناقض مع هذا التأكيد. يرى مانويل المانسا على سبيل المثال أن وجود المبنى المنخفض يمكن تفسيره بالأحرى من خلال بناء قصبة أميرغو على مراحل. فمن المحتمل أن يكون البناة قد بدأوا ببناء الوسط الذي تم تقليصه ثم تعزيزه من خلال السياج الذي يسيطر على الحافز، قبل الانتهاء أخيرًا من بناء جدار أمامي دفاعي يتكون من برجين في جهة الشمال الشرقي للقصبة. بينما يؤكد مانويل المانسا أن الأبراج النصف كروية للقلاع المحصنة في إسبانيا، والتي اعتمد عليها هنري تيراس كمصادر محتملة للتأثيرات الإقطاعية، ليست أقدم من تلك الموجودة في منطقة المغرب العربي. كان هناك تشابهات بين تحصينات قصبة أميرغو وتلك القلاع التي شيدت قبل حقبة حكم المرابطين في البحر الأبيض المتوسط، وفي المغرب العربي وخاصة تلك الموجودة في المغرب، مثل تلك الموجودة في بعض القلاع الإدريسية في البصرة ومدينة دمنة. كما أنها مبنية بالحجر ولها أبراج نصف كروية فقط، وهو ما رأى المانسا أنه يشير إلى وجود تأثر بعمارة منطقة شرق البحر الأبيض المتوسط، مما يدل على أوجه التشابه مع تحصينات الدولة الفاطمية والأغالبة والأموية والبيزنطية.

## القلعة في الوقت الحالي
تم تصنيف موقع قصبة أميرغو باعتباره موقع للتراث الوطني منذ 16 يناير عام 1931 بموجب القرار الصادر في 10 ديسمبر عام 1930. أعلنت وزارة الثقافة والاتصال وإدارة الثقافة المغربية في عام 2019 عن افتتاح الموقع للجمهور والتصوير السينمائي والوثائقي بعد انتهاء أعمال الترميم الجزئي للقلعة وإعادة تأهيلها التي كانت قد بدأت قبل ذلك الوقت بسنوات قليلة، والتي خصصت لها الحكومة المغربية ميزانية بلغت حوالي مليوني درهم مغربي لهذا الغرض.